# قاعة ألبرت الملكية
قاعة البرت الملكية هي قاعة تقع في جنوب كنسنغتن في لندن.
بدأ بناء القاعة سنة 1867 م وتم انتهاء البناء سنة 1871 م، وهو مبنى مدرج من الدرجة الأولى. سمتها الملكة فكتوريا بقاعة ألبرت ذكرى لزوجها الراحل الأمير ألبرت. سعة القاعة القصوى 5,272 شخص.

## لمحة تاريخية

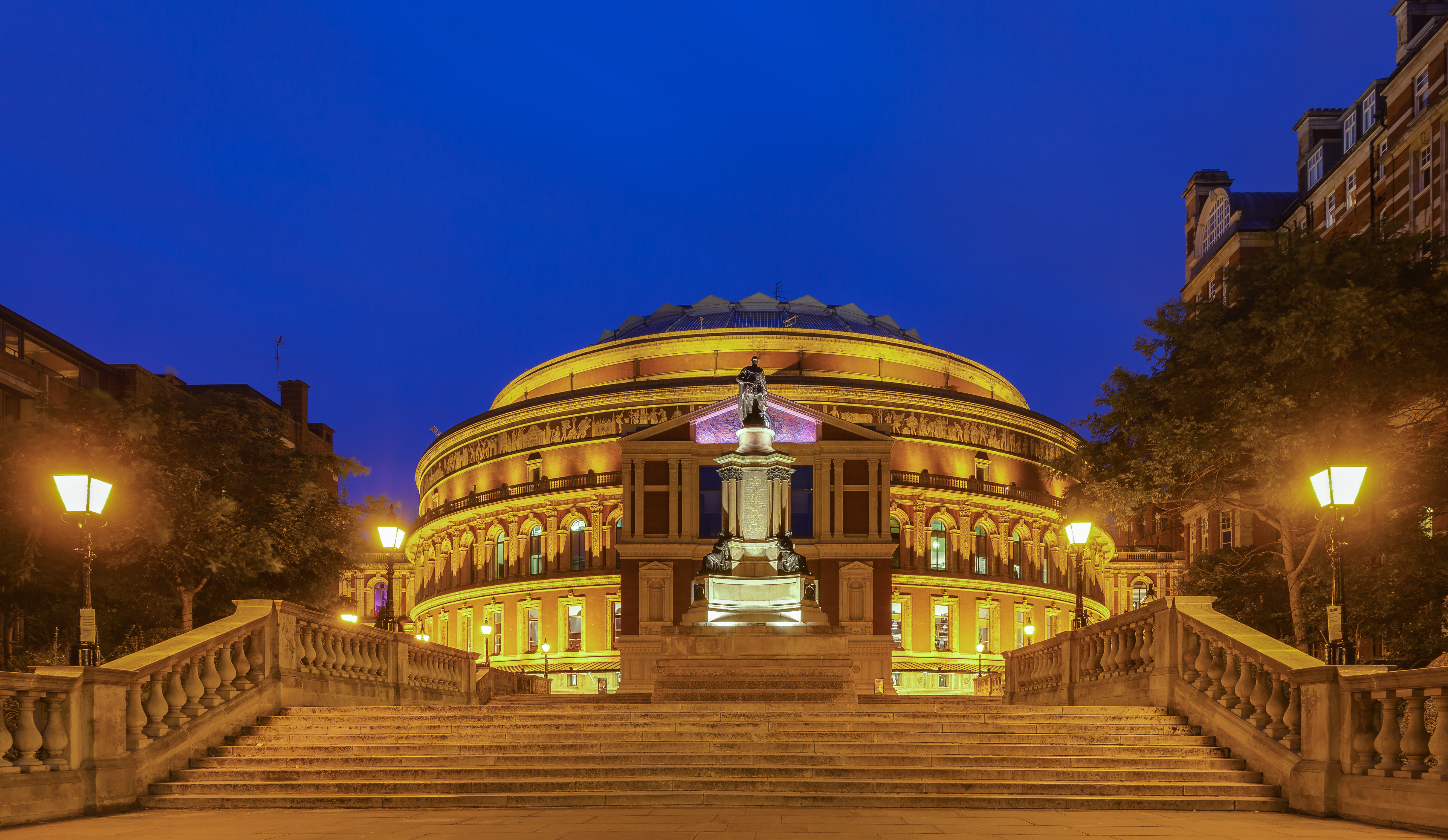
هذه صورةٌ لمبنى في إنكلترا وويلز تحت التَّصنيف: 1217742.

أُقيم المعرض العالمي الكبير عام 1851 في هايد بارك بلندن، وبُني لأجل المعرض قصر الكريستال الشهير. دفع النجاح الباهر الذي حققه المعرض إلى اقتراح الأمير ألبرت عقيل الملكة فيكتوريا تشييد مجموعة من المنشآت الدائمة المفتوحة أمام العامة في هذه المنطقة من المدينة. والآن أصبحت هذه المنطقة من لندن الواقعة على امتداد شارع المعارض بساوث كنزنغتون تُعرف باسم ألبيرتوبوليس (نسبة للأمير). أشترت اللجنة الملكية للمعرض منزل غور وأراضيه التي تقع عليها الآن قاعة ألبرت بتوصية من الأمير ألبرت. سار التطور في خطة بناء القاعة على منحى بطيء، وتوفي الأمير ألبرت عام 1861 دون أن تواتيه الفرصة حتى يشهد تحقق أفكاره العمرانية على أرض الواقع. وبعدها اقترح بناء تصب تذكاري لهايد بارك وتشييد قاعة كبيرة قبالته.
تمت الموافقة على هذا المقترح وجرى شراء موقع بناء القاعة ببعض الأرباح التي كان قد حققها المعرض. ووقَّعت الملكة فيكتوريا على وثيقة امتياز ملكي لشركة قاعة الفنون والعلوم في شهر أبريل من عام 1867، والتي سيقع على عاتقها إدارة القاعة، وجاء ذلك بعدما اُنتهي من جمع ما تبقى من المبالغ النقدية اللازمة. ووضعت الملكة فيكتوريا حجر الأساس للمبنى يوم 20 مايو من نفس العام.

## البرامج التعليمية والميدانية
يشرك البرنامج التعليمي والميداني للقاعة أكثر من 200 ألف شخص سنوياً. ويشمل على ورش عمل للمراهقين تحت إشراف موسيقيين مثل جيك بغ وإيميلي ساندي وفرق مثل فرقة فولز وفرقة فيرست آيد كيت. بالإضافة إلى إعطاء دروس علوم ورياضيات فريدة من نوعها وزيارات للبيوت السكنية المحلية يجريها كادر فرقة قاعة ألبرت وحفلة موسيقية لأعضاء المجتمع المحلي بتذاكر دخول رمزية قيمتها 5 جنيهات إسترلينية.

## شخصيات بارزة
أستضافت قاعة ألبرت الملكية على مر السنين العديد من الشخصيات البارزة حيث ألقى فيها ألبرت أينشتاين عام 1933 كلمة عن الأزمة التي كانت تعصف بأوروبا حينها قبل ستة سنوات من اندلاع الحرب العالمية الثانية. وخاض فيها الملاكم الأمريكي الشهير محمد علي ثلاثة منازلات، وألقى فيها السير ونستون تشرشل خطابات عديدة خلال الفترة من عام 1911 حتى عام 1959. كما زارها رئيس جنوب أفريقيا السابق نيلسون مانديلا عام 1996 وديانا أميرة ويلز وغيرهم الكثير والكثير.
كذلك قدَّم الكثير من أبرز موسيقي القرن العشرين حفلات في قاعة ألبرت الملكية ومنهم الموسيقي الحائز على جائزة نوبل بوب ديلن وعازف الإيتار ومغني الروك إريك كلابتون حيث أدَّى كلابتون في القاعة أكثر من مئتي مرة تقريباً منذ عام 1964. وأدى بها أيضاً عازف غيتار داير ستريتس مارك نوفلر وستينغ وفيل كولنز وإلتون جون وعازف غيتار البيس للد زبلين جون بول جونز وبرايان ماي ولوتشانو بافاروتي والمغني وعازف الإيتار من فرقة بينك فلويد ديفيد غيلمور والمغني وكاتب الأغاني البريطاني ديفيد بوي وفرانك سيناترا وغيرهم الكثيرين. كما أدت في القاعة أبرز فرق الروك الموسيقية مثل البيتلز والرولينغ ستونز وديب بيربل وذا هو.
كما قدَّم الكثير من المغنيين العرب حفلات في قاعة ألبرت الملكية، ومنهم صباح، ومحمد عبده و اليسا , وعبد الحليم حافظ وأبو بكر سالم وكاظم الساهر وماجد المهندس ونجوى كرم.

## معرض صور

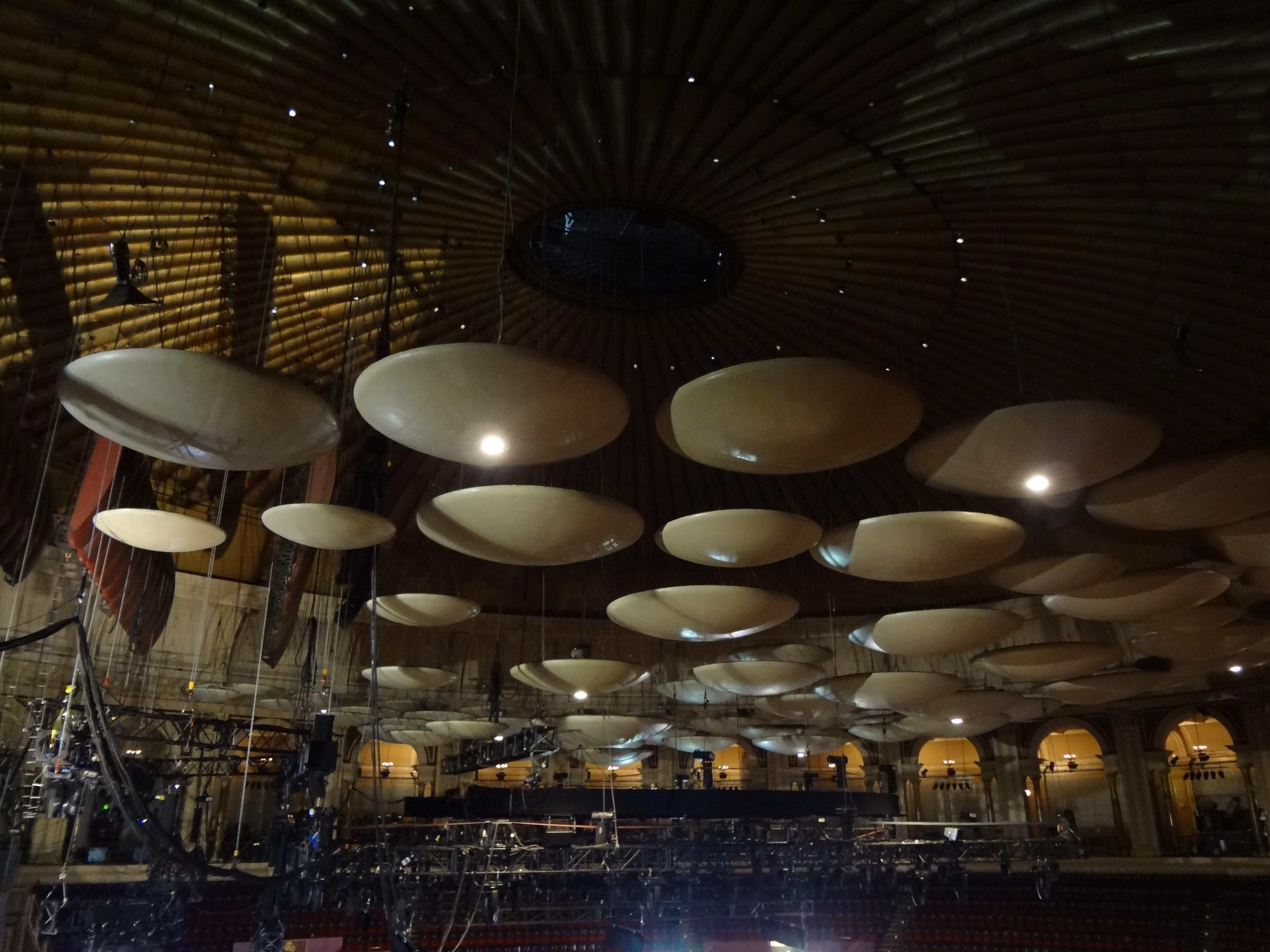
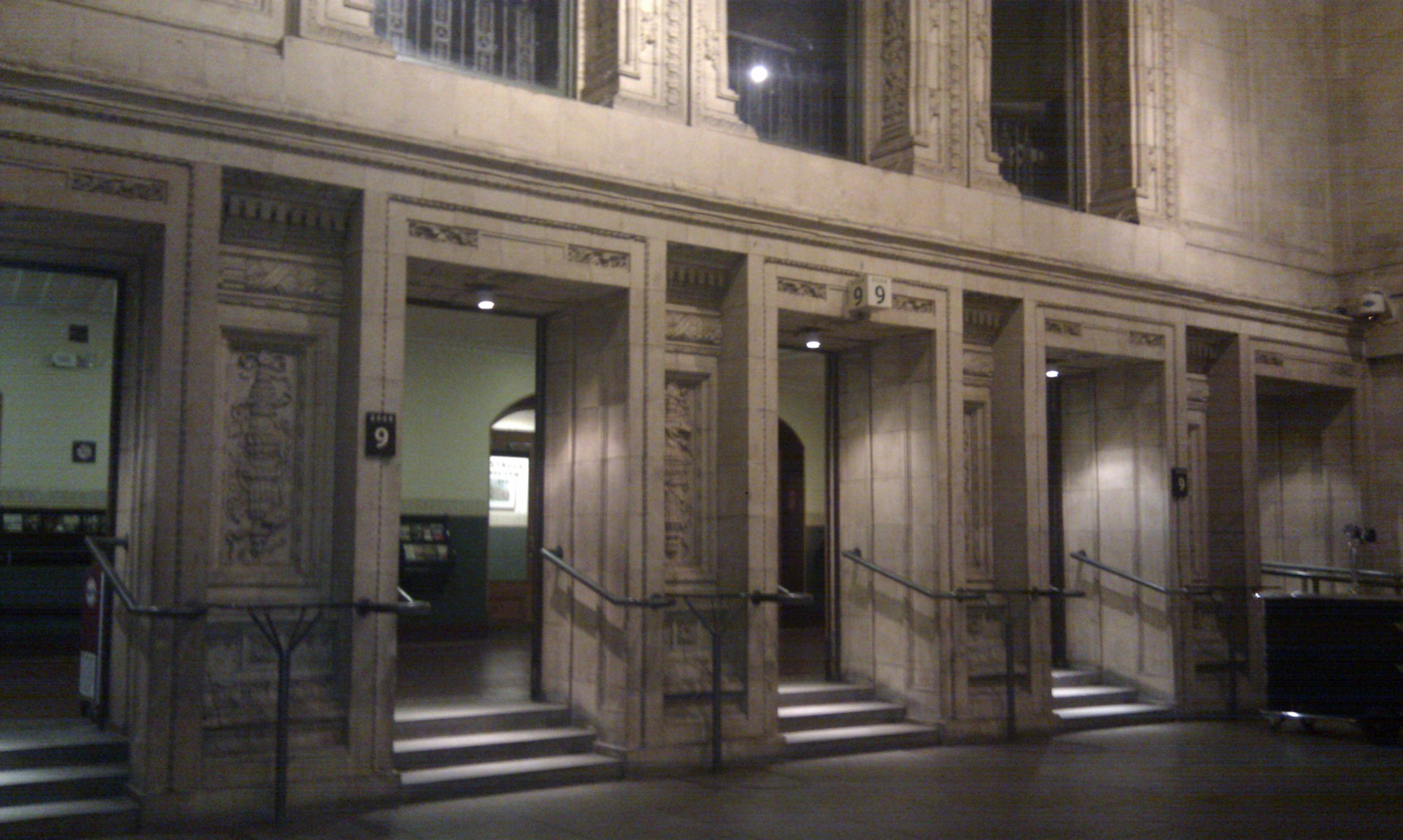
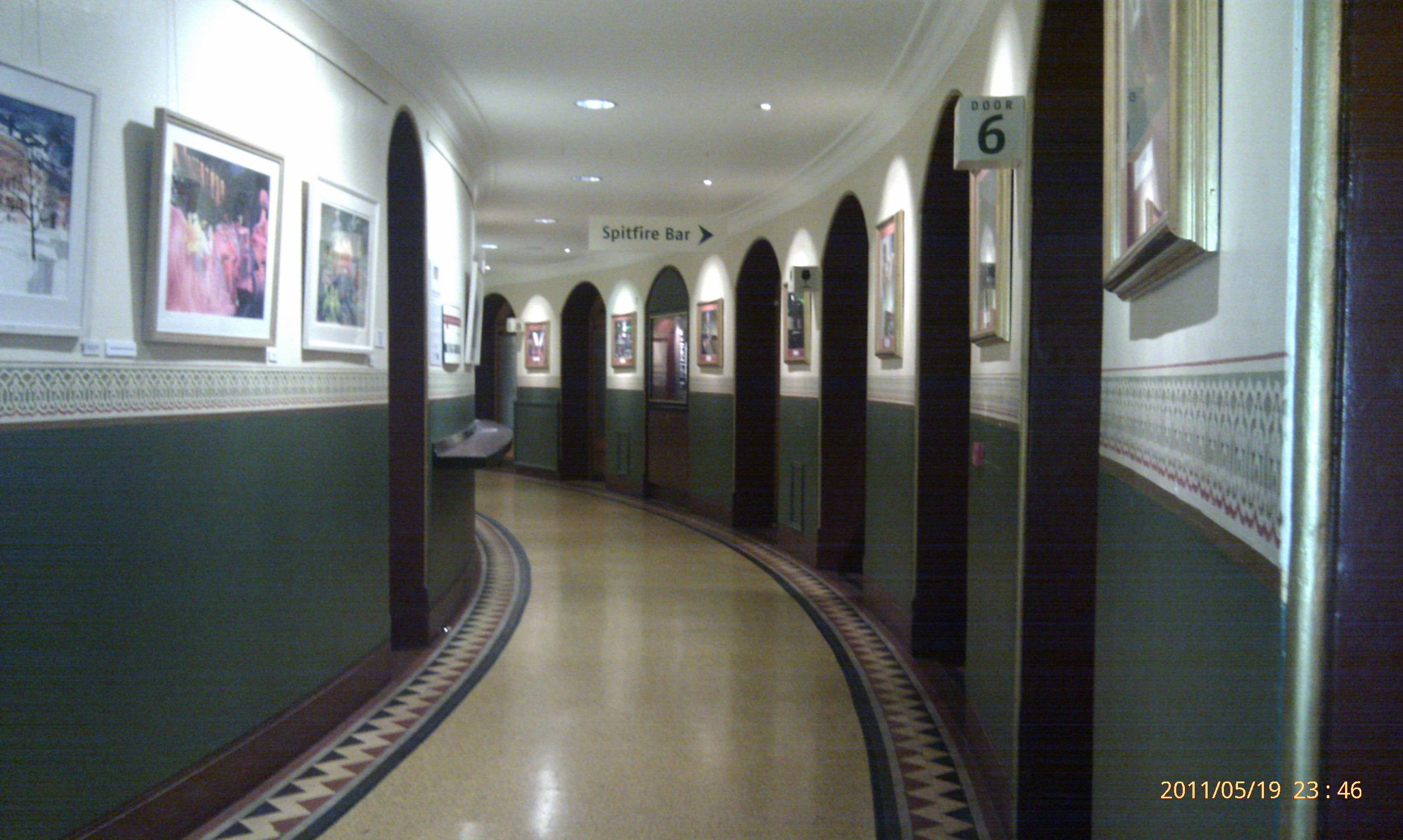
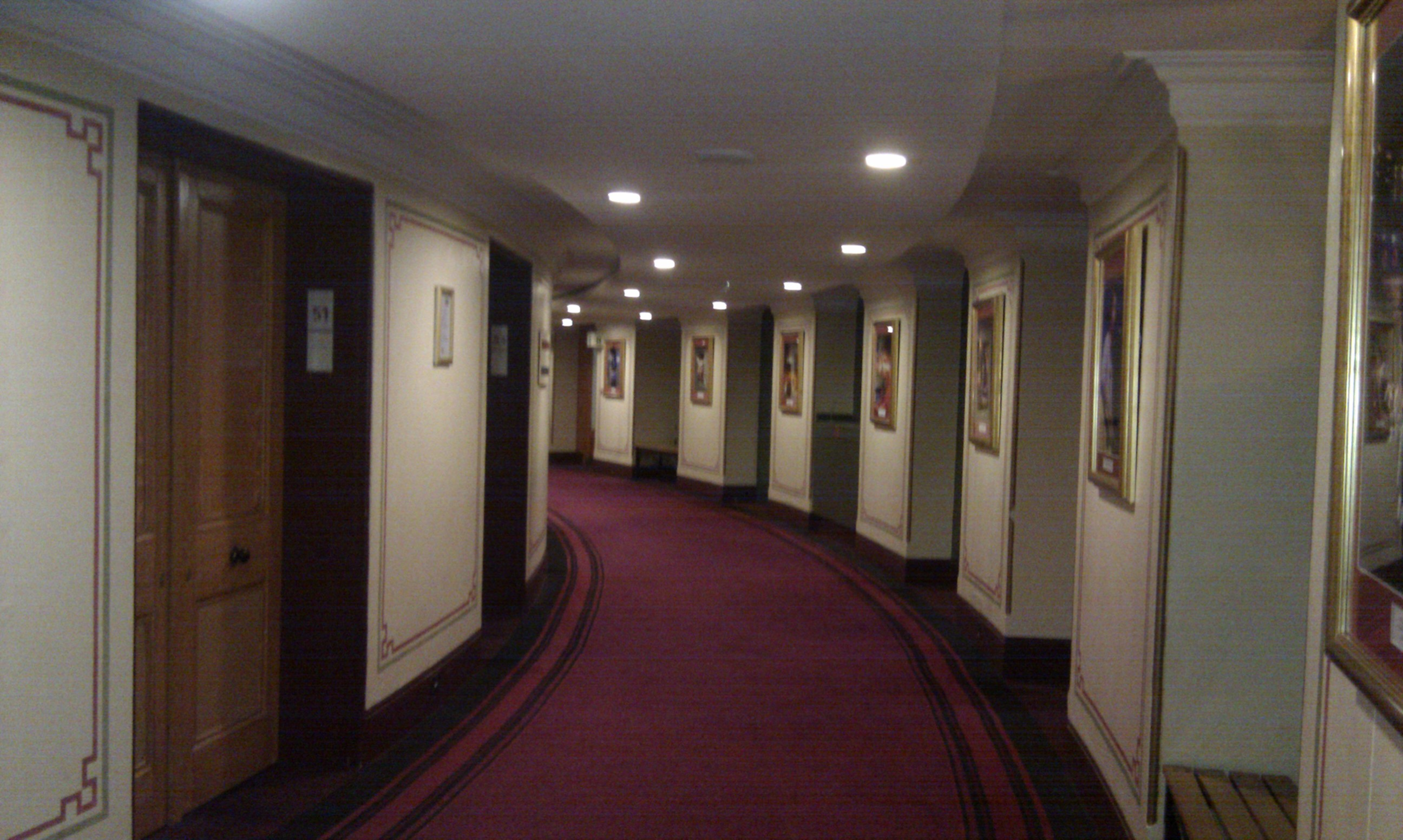
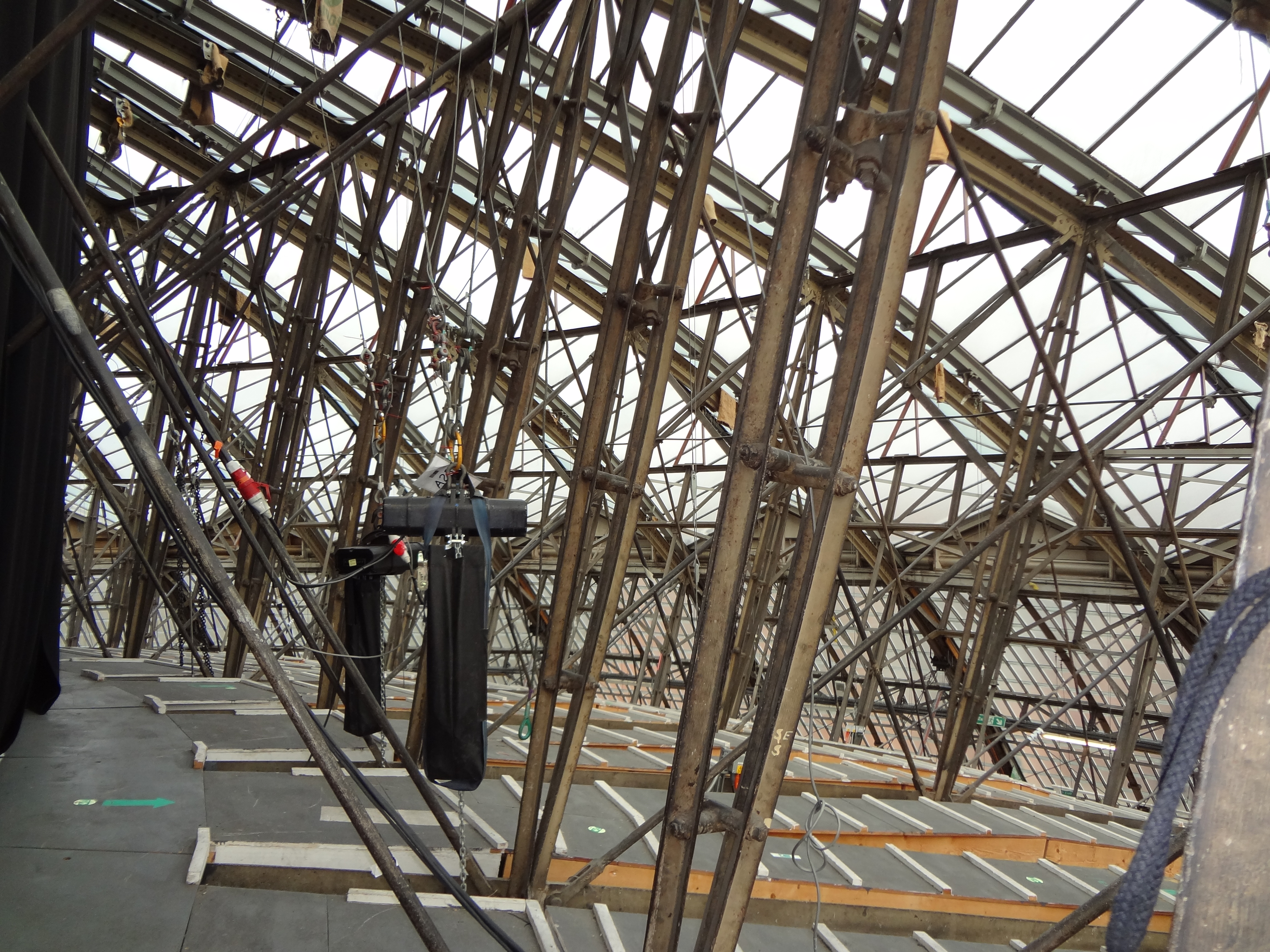

## وصلات خارجية
- الموقع الرسمي (بالإنجليزية)
- عمارة القاعة (بالإنجليزية)